# 巴西鲁·迪奥马耶·法耶
巴西鲁·迪奥马耶·迪亚卡尔·法耶（法語：Bassirou Diomaye Diakhar Faye，1980年3月25日—），塞内加尔政治家、前税务局税务稽察员、塞内加尔总统。法耶是2023年被禁止活动的“塞内加尔争取工作、道德和博爱非洲爱国者”党秘书长，他取代被取消资格的候选人奥斯曼·松科赢得了2024年塞内加尔总统选举。